# Hecistopsilus molitor
Hecistopsilus molitor är en skalbaggsart som beskrevs av Hermann Julius Kolbe 1894. Hecistopsilus molitor ingår i släktet Hecistopsilus och familjen Melolonthidae. Inga underarter finns listade i Catalogue of Life.